# 河江水库
河江水库是中国江西省萍乡市莲花县六市乡境内的一座水库，位于湘江水系绿水支流上，建于1968年。水库正常库容为760万立方米，平均水深为20.80米，集雨面积为27平方千米，海拔为538.2米。